# 우간다의 재외공관 목록

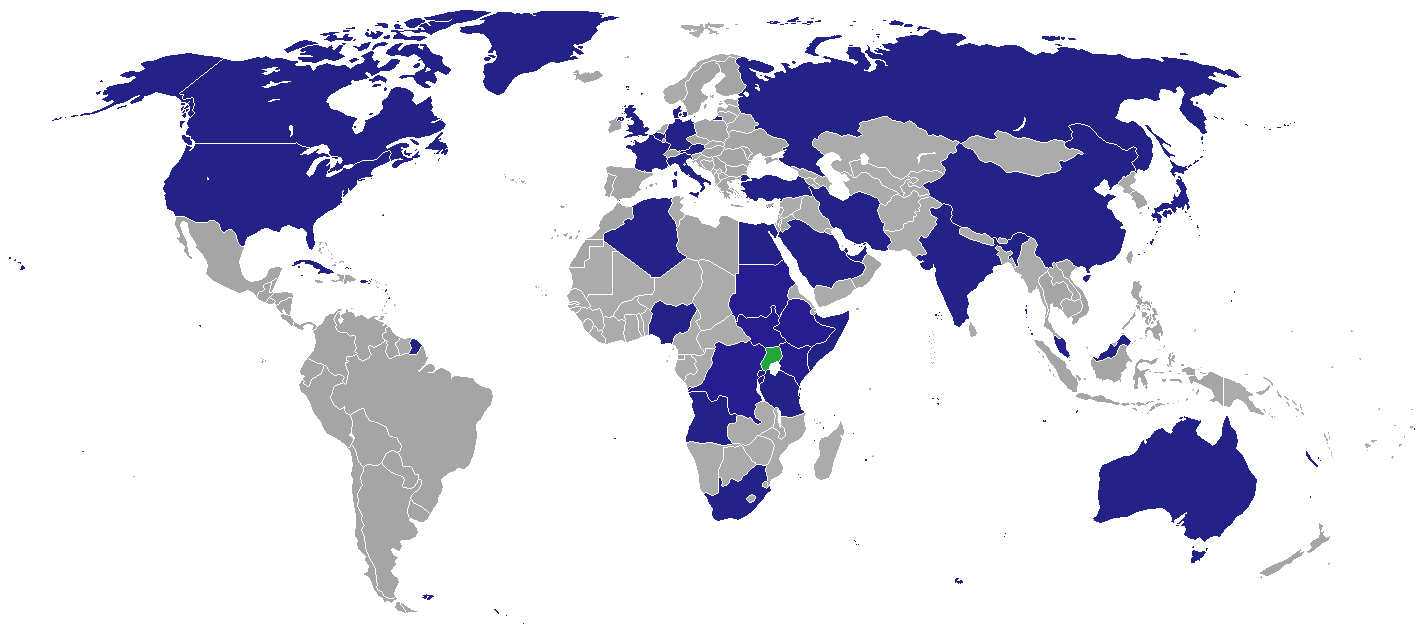
우간다의 재외공관

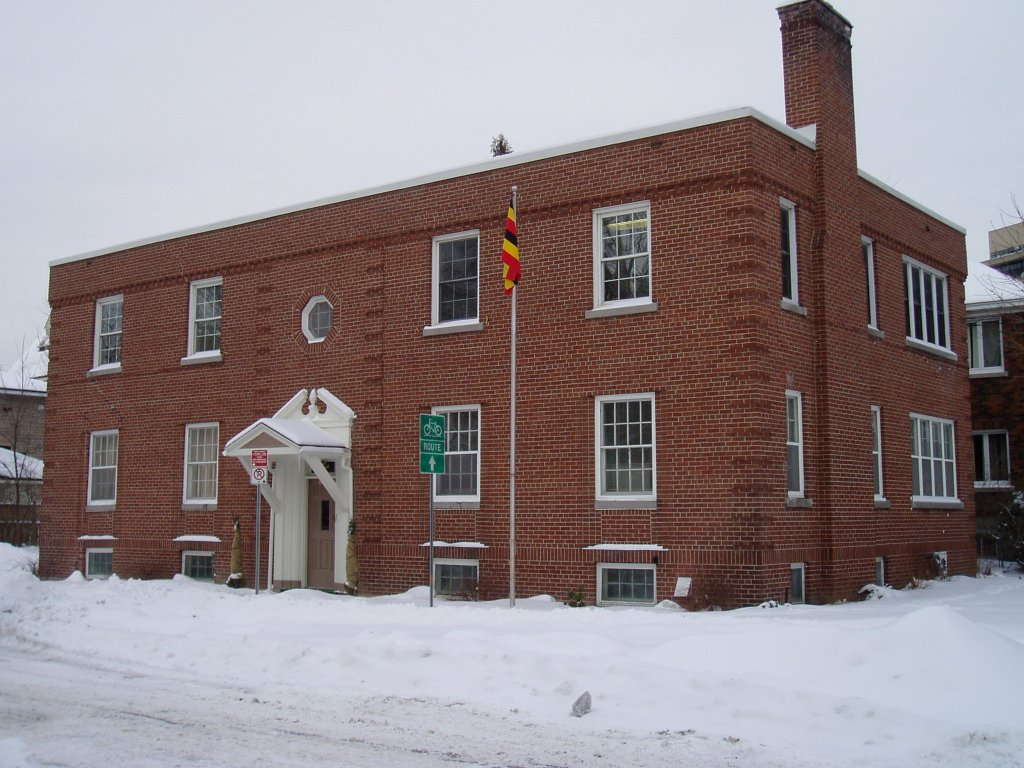
오타와 주재 우간다 고등판무관 사무소

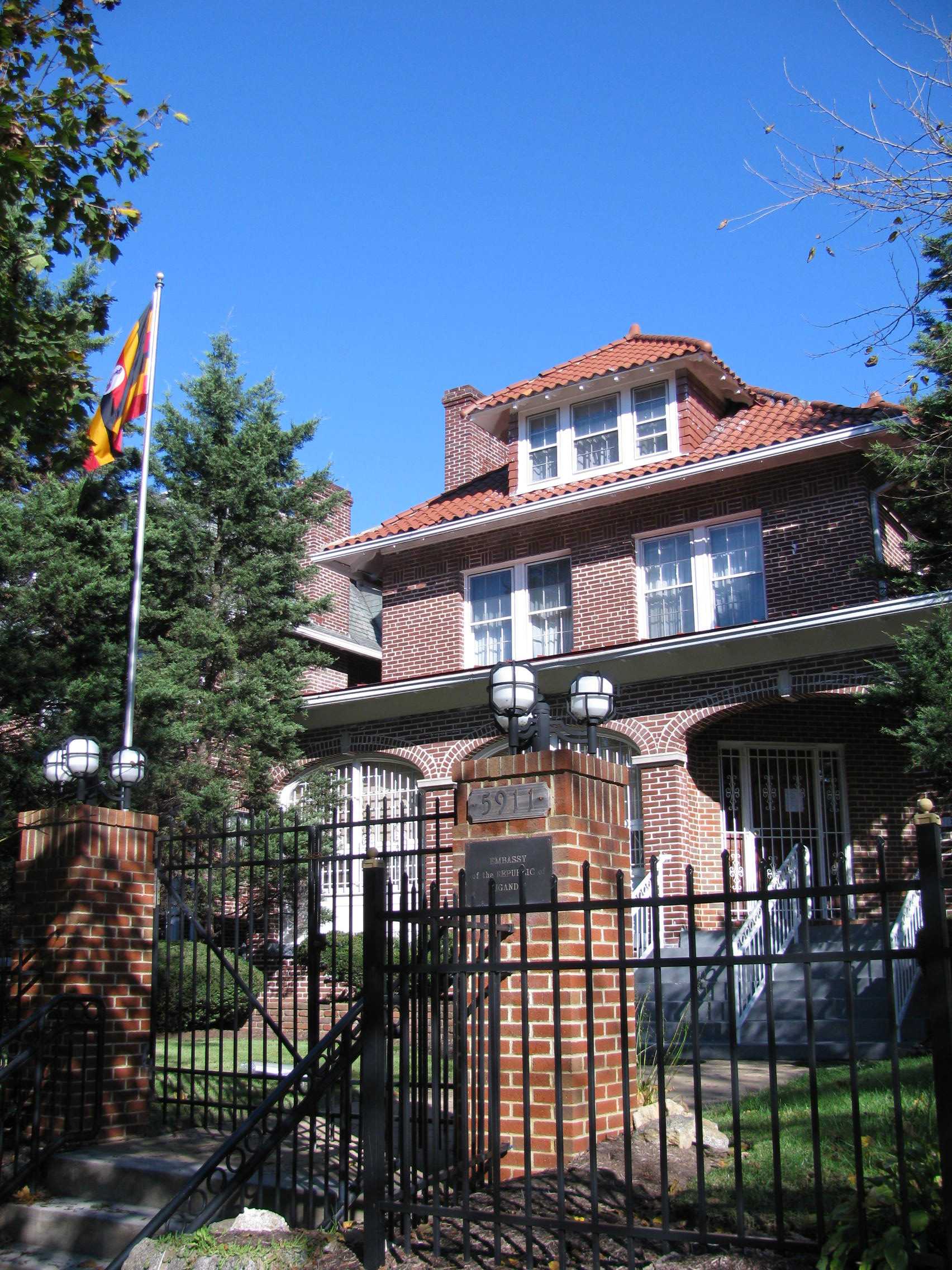
워싱턴 D.C. 주재 우간다 대사관

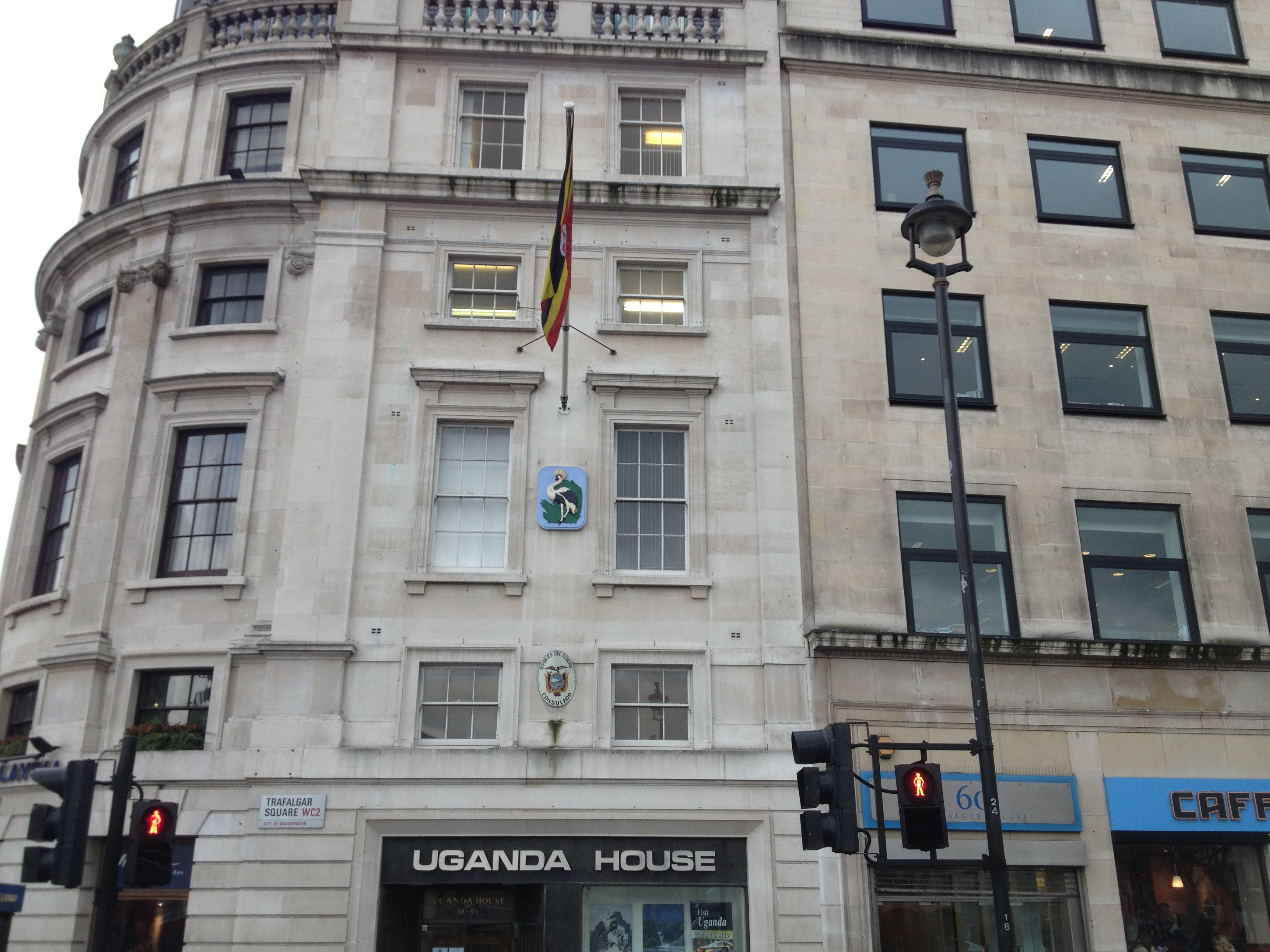
런던 주재 우간다 고등판무관 사무소

우간다의 재외공관 목록은 우간다 주재 대사관과 고등판무관 사무소를 각국에 상주시켜 놓는 것을 의미하며 우간다의 재외공관을 나열한 목록이다.

## 아프리카
- 부룬디 : 부줌부라 (대사관)
- 콩고 민주 공화국 : 킨샤사 (대사관)
- 이집트 : 카이로 (대사관)
- 에티오피아 : 아디스아바바 (대사관)
- 케냐 : 나이로비 (고등판무관 사무소)
- 리비아 : 트리폴리 (대사관)
- 나이지리아 : 아부자 (고등판무관 사무소)
- 르완다 : 키갈리 (고등판무관 사무소)
- 소말리아 : 모가디슈 (대사관)
- 남아프리카 공화국 : 프리토리아 (고등판무관 사무소)
- 남수단 : 주바 (대사관)
- 수단 : 하르툼 (대사관)
- 탄자니아 : 다르에스살람 (고등판무관 사무소)

## 아메리카
- 캐나다 : 오타와 (고등판무관 사무소)
- 미국 : 워싱턴 D.C. (대사관)

## 아시아
- 중화인민공화국 : 베이징시 (대사관), 광저우시 (총영사관)
- 인도 : 뉴델리 (고등판무관 사무소)
- 이란 : 테헤란 (대사관)
- 일본 : 도쿄도 (대사관)
- 사우디아라비아 : 리야드 (대사관)
- 튀르키예 : 앙카라 (대사관)
- 아랍에미리트 : 아부다비 (대사관)

## 유럽
- 벨기에 : 브뤼셀 (대사관)
- 덴마크 : 코펜하겐 (대사관)
- 프랑스 : 파리 (대사관)
- 독일 : 베를린 (대사관)
- 이탈리아 : 로마 (대사관)
- 러시아 : 모스크바 (대사관)
- 영국 : 런던 (고등판무관 사무소)

## 오세아니아
- 오스트레일리아 : 캔버라 (고등판무관 사무소)

## 대표부
- EU 우간다 정부 대표부 : 브뤼셀
- UN 우간다 정부 대표부 : 뉴욕, 제네바
- 아프리카 연합 우간다 정부 대표부 : 아디스아바바